# Tolbooth (Forres)

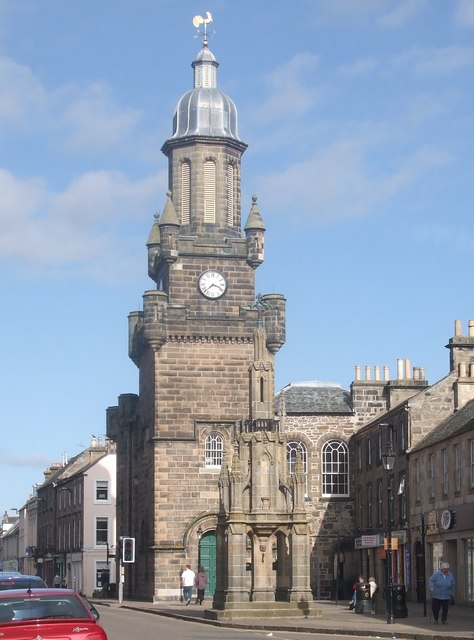
Tolbooth von Forres mit dem Marktkreuz von Forres im Vordergrund

Die Tolbooth von Forres ist die ehemalige Tolbooth des ehemaligen schottischen Burghs Forres in der Council Area Moray. 1983 wurde das Bauwerk in die schottischen Denkmallisten in der höchsten Denkmalkategorie A aufgenommen.

## Geschichte
Bereits im Mittelalter wurde Forres als Royal Burgh installiert. Der früheste Beleg einer Tolbooth in Forres datiert aus dem Jahr 1586. Im Laufe des 17. Jahrhunderts wurden Gefängniszellen für die kurzfristige Unterbringung von Straffälligen ergänzt. Eine weitere Quelle aus diesem Jahrhundert beschreibt das Gebäude als ruinös und bemerkt, dass das Mauerwerk das Reetdach kaum noch zu tragen vermochte.
Die heutige Tolbooth befindet sich am Standort eines Vorgängerbauwerks, das um 1700 errichtet wurde. Das nach einem Entwurf William Robertsons im Jahre 1839 fertiggestellte Gebäude knüpft stilistisch an das Vorgängerbauwerk an. Nach der Auflösung der Burghs beheimatete die Tolbooth das Stadtarchiv. 2011 wurde das zwischenzeitlich ungenutzte Gebäude in das Register gefährdeter denkmalgeschützter Bauwerke in Schottland aufgenommen. Da keine städtische Nachnutzung zu erwarten war, wurde der gemeinnützige Forres Heritage Trust gegründet, dessen Zweck der Erhalt des Gebäudes ist. Die Tolbooth wurde dem Verein später übertragen, der sich seit 2014 mit ihrer Restaurierung befasst. Bei einem Ortstermin im Jahre 2015 wurde ihr Zustand als gut bei gleichzeitig geringer Gefährdung eingestuft.

## Beschreibung
Die Tolbooth steht an der Einmündung der Tolbooth Street in die High Street im Zentrum von Forres. Vor der Tolbooth steht das ebenfalls denkmalgeschützte Marktkreuz von Forres. Das Gebäude ist im historisierenden Stil des Scottish Baronial ausgestaltet. Markant ist der dreistufige Turm, an dessen Fuß sich ein rundbogiges Portal mit profiliertem Gewände befindet. Der Turm ist mit Ecktourellen, auskragender Pseudo-Zinnenbewehrung und einer oktogonalen Trommel mit geschweifter Haube ausgeführt. Auf der Haube thront eine Wetterfahne mit vergoldetem Hahn. Die Rundbogenfenster der Tolbooth, die auch Justizsäle und Verwahrungszellen beherbergt, sind bekrönt.